# Jacques Geus
Jacques Geus, né le 22 février 1920 à Laeken et mort le 13 juillet 1991 à Saint-Josse-ten-Noode, est un coureur cycliste belge. Il évolue au niveau professionnel de 1941 à 1956.

## Biographie
Jacques Geus est devenu sourd à l'âge de treize ans à cause du typhus[réf. nécessaire].

## Palmarès
- 1938
  -  Champion de Belgique sur route amateurs
  - Bruxelles-Rance
  - Bruxelles-Eprave
- 1939
  -  Champion de Belgique sur route amateurs
- 1941
  - 3e de la Flèche wallonne[1]
- 1942
  - 3e de la Flèche wallonne
- 1945
  - 2e du Circuit de la Capitale
- 1946
  - Paris-Limoges
  - Circuit de l'Amblève
  - 5e de Paris-Tours
- 1947
  - 2e du championnat de Belgique sur route
  - 6e du Tour de Catalogne
  - 8e du Tour de Suisse
- 1948
  - 2e de Roubaix-Huy
  - 2e de Berg-Housse-Berg
- 1949
  - Circuit de l'Ouest à Mons
  - Grand Prix de Wallonie
  - 3e du Paris-Tours
  - 8e de Liège-Bastogne-Liège
- 1950
  - Bruxelles-Couvin

## Résultats sur les grands tours

### Tour de France
Jacques Geus a participé une fois au Tour de France avec l'équipe belge : Aiglons Belges en 1949. Il n'a pas gagné d'étape au cours de cette unique participation :
- 1949 : 27e sur 120[2],[3].